# Cindy Margolis

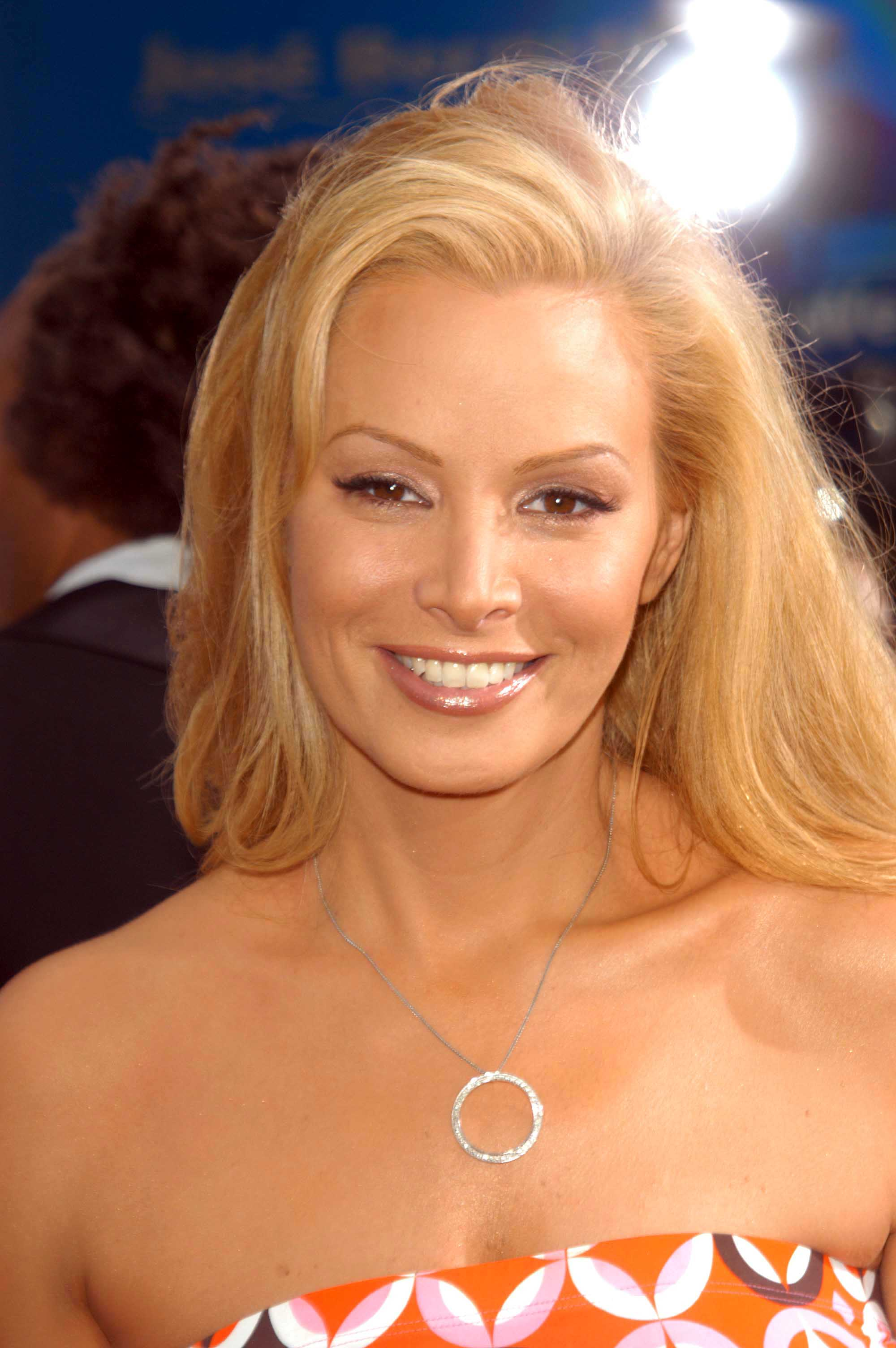
Cindy Margolis

Cynthia D. „Cindy“ Margolis (* 1. Oktober 1965 in Los Angeles, Kalifornien) ist ein US-amerikanisches Fotomodell. Ihre Karriere als Modell hat sie auf der California State University gestartet. Berühmt für „harmlose“ Erotik in Unterwäsche- und Bikinifotos, erhielt sie 1999 einen Eintrag im Guinness-Buch der Rekorde. Sie war auch als Schauspielerin aktiv. 2006 posierte sie erstmals nackt für den Playboy.
Sie ist Mutter von drei Kindern.

## Filmografie
Filme
- 1985: Shape-Up for Sensational Sex
- 1996: Im Auftrag des Planeten Nerva (Earth Minus Zero)
- 1997: Austin Powers – Das Schärfste, was Ihre Majestät zu bieten hat (Austin Powers: International Man of Mystery)
- 1998: Der Chaotenboss (Chairman of the Board)
- 2002: Dead Above Ground
- 2003: Sol Goode

Fernsehserien
- 1992: Eine schrecklich nette Familie (Married… with Children, eine Folge)
- 1993: Baywatch – Die Rettungsschwimmer von Malibu (Baywatch, eine Folge)
- 1996: Baywatch Nights (eine Folge)
- 1997: Conan, der Abenteurer (Conan, eine Folge)
- 1998: Sin City Spectacular (eine Folge)
- 1999: Pensacola – Flügel aus Stahl (Pensacola: Wings of Gold, eine Folge)
- 1999: Shasta McNasty (zwei Folgen)
- 2000: Allein unter Nachbarn (eine Folge)
- 2000 The Cindy Margolis Show (acht Folgen)
- 2001: Ally McBeal (eine Folge)
- 2006: Biker Mice from Mars (eine Folge)
- 2007: Identity (eine Folge)
- 2010: Cubed (eine Folge)